# 小行星15392
小行星15392（15392 Budějický）是一颗绕太阳运转的小行星，为主小行星带小行星。该小行星于1997年10月11日发现。

## 轨道参数
小行星15392的轨道半长轴为2.2733812 UA，离心率为0.164。